# Aeroportul Internațional Djibouti-Ambouli
Aeroportul Internațional Djibouti-Ambouli (în arabă مطار جيبوتي الدولي; în franceză Aéroport international Ambouli) (IATA: JIB, ICAO: HDAM) este un aeroport din Djibouti, Djibouti Region⁠(d), Djibouti ce deservește zona Djibouti. Aeroportul a fost tranzitat în 2019 de 426.854 de pasageri. A fost numit după zona deservită.
Situat la o altitudine de 15 m, aeroportul dispune de 1 pistă.

## Infrastructură

### Piste
Aeroportul dispune de o singură pistă. Pista are orientarea 09/27.